# Ratpenat cuallarg moçambiquès
El ratpenat cuallarg moçambiquès (Mops brachypterus) és una espècie de ratpenat de la família dels molòssids que es troba al Camerun, Costa d'Ivori, Guinea Equatorial, el Gabon, Ghana, Guinea, Kenya, Libèria, Moçambic, Nigèria, Sierra Leone, Tanzània, Zanzíbar i Togo.

## Subespècies[2]
- Mops brachypterus brachypterus
- Mops brachypterus leonis